# Маргарет Елоїза Найт
Маргарет Елоїза Найт (14 лютого 1838 — 12 жовтня 1914) — американська винахідниця, зокрема, паперового пакета з плоским дном. Її називали «найвідомішою жінкою-винахідником 19 століття». Вона працювала на фабриці з виробництва паперових пакетів, коли винайшла новий спосіб складання пакетів. Вона заснувала компанію Eastern Paper Bag Company в 1870 році, створюючи паперові пакети для бакалійних товарів, за формою схожі на ті, які будуть використовуватися в наступних поколіннях.

## Біографія

### Коротка біографія
Маргарет Е. Найт народилася в Йорку, штат Мен, 14 лютого 1838 року в родині Ханни Тіл і Джеймса Найт. Після смерті батька Метті, як її прозвали батьки, переїхала в Манчестер, штат Нью-Гемпшир, і її виховувала овдовіла мати. Будь-яка формальна освіта, яка у неї була, обмежувалася середньою школою, але це не завадило їй створити розумний пристрій в юному віці. У дитинстві Найт воліла грати з інструментами для обробки дерева, а не з ляльками, заявляючи, що «єдине, що [вона] хотіла, — це складаний ніж, буравчик і шматки дерева». Хоча її друзі були в жаху, її глибокий інтерес до інструментів і виготовлення різних механічних речей для брата, таких як повітряні змії і сани, привів до її першого винаходу в віці 12 років.
Як і багато людей в індустріальну епоху в США, брати Найт працювали на місцевій бавовняній текстильній фабриці, і одного разу під час відвідин вона побачила несправність ткацького верстата, і його човник врізався в робітника. Потім вона вирішила створити пристрій, який утримував  би човники від випадання з ткацьких верстатів, вимикаючи всю машину, коли щось пішло не так. Це була одна з перших інновацій, яка зачепила цілий ряд галузей. Найт також працювала на бавовняних фабриках до пізнього підліткового віку, а потім протягом 20-30 років працювала на короткострокових роботах, таких як ремонт будинку, оббивка меблів, дагеротип, фотографія і амбротипія.
Після громадянської війни, подорослішавши в 1867 році, вона пішла працювати в Columbia Paper Bag Company, розташовану в Спрінгфілді, штат Массачусетс. Вона зауважила, що паперові пакети, які вони використовували, були слабкими і вузькими; таким чином, вона прагнула зробити їх краще, винаходячи машину, яка поліпшила спосіб їх виготовлення. У 1871 році вона спробувала отримати свій перший патент на пристрій, але Чарльз Ф. Аннан скористався її ідеєю і подав прохання на аналогічний патент. Після кількох днів боротьби і витрачених сотень доларів, вона отримала патент у віці 32 років. Насправді за всю свою кар'єру вона отримала 87 патентів, 27 з яких відносяться до відомих винаходів. У підсумку вона жила творенням за творінням, винаходячи близько 100 нових речей, таких як пристрої для різання взуття, роторний двигун і щиток для сукні та спідниці. На додаток до інших своїх робіт вона заснувала компанію Eastern Paper Bag Company в Хартфорді, штат Коннектикут.
Найт жила до 76 років в Фрамінгемі, штат Массачусетс, де вона ніколи не переставала придумувати нові способи вирішення проблем. Найт, описана в некролозі як «жінка Едісон», померла 12 жовтня 1914 року.

### Раннє життя
Найт народилася 14 лютого 1838 року в Йорку, штат Мен, в сім'ї Джеймса Найта і Ханни Тіл. Після того, як її батько помер, коли вона була маленькою, сім'я Найта переїхала в Манчестер, штат Нью-Гемпшир. Вона отримала базову освіту, але кинула школу разом з братами і сестрами, щоб працювати на бавовняній фабриці. У віці 12 років Найт стала свідком аварії на заводі, коли робітник був поранений ножем човника зі сталевим наконечником, що вилетів з механічного ткацького верстата. Протягом декількох тижнів вона винайшла захисний пристрій для ткацького верстата, яке пізніше було прийнято на інших манчестерських фабриках. Пристрій ніколи не було запатентовано, і його точна природа невідома, хоча, можливо, це був або пристрій, що зупиняє ткацький верстат при обриві нитки човника, або огорожа, яка фізично блокувала літаючий човник. Проблеми зі здоров'ям завадили Найт продовжити роботу на бавовняній фабриці. У підлітковому віці і на початку 20-річного віку вона працювала на кількох роботах, в тому числі займалася ремонтом будинку, фотографією і гравіюванням.

### Кар'єра
Найт переїхла в Спрінгфілд, штат Массачусетс, в 1867 році і була найнята Columbia Paper Bag Company. У 1868 році Найт винайшла машину, яка складала і склеювала папір, щоб формувати коричневі паперові пакети з плоским дном, знайомі сьогоднішнім покупцям. Найт побудувала дерев'яну модель пристрою, але для подачі заявки на патент їй знадобилася робоча залізна модель. Чарльз Аннан, який був в механічному цеху, де будувалася залізниця модель Найт, вкрав її дизайн і запатентував пристрій. Компанія Knight подала успішний позов про втручання в патенти і отримала патент в 1871 році. Разом з діловим партнером із штату Массачусетс Найт заснував компанію Eastern Paper Bag Co. і отримав гонорари.
Серед безлічі інших її винаходів — плоскогубці для зняття кришки, нумерувальна машина, віконна рама і стулка, запатентовані в 1894 році, і кілька пристроїв, що відносяться до ротативних двигунів, запатентовані між 1902 і 1915 роками.
Найт так і не була одружена і померла 12 жовтня 1914 року в віці 76 років.
Меморіальна дошка з визнанням її «першої жінки, яка отримала патент США» і власниці 87 патентів США, висить на котеджі Каррі на 287 Холліс-стріт у Фрамінгемі. Однак насправді Найт не була першою: такої честі удостоєна або Мері Кіс, або Ханна Слейтер.
Найт була введена в Національний зал слави винахідників в 2006 році. Зменшена, але повністю функціональна патентна модель її оригінальної машини для виготовлення пакетів знаходиться в Смітсонівському музеї у Вашингтоні, округ Колумбія

### Недоліки
Найт була жінкою, яка успішно запатентувала багато зі своїх винаходів, однак це було зроблено нелегко і без перешкод. Було добре відомо, що Найт не отримала визнання за свою роботу в підлітковому віці, коли вона все ще працювала на бавовняній фабриці, і що їй не дозволили запатентувати свій власний дизайн. Вона подолала дивовижну кількість негараздів, з огляду на той факт, що вона була жінкою-винахідником в кінці 1800-х — початку 1900-х років.
Незважаючи на те, що вона подолала безліч перешкод в житті жінок в 1800-х роках і була визнана «успішною», вона так і не змогла отримати вигоду зі своїх винаходів через свою стать. Ще одна причина, по якій Найт  так часто звільняли, полягала в тому, що вона не була багатою або високоосвіченою жінкою. Через те, що Найт була жива, вона також зіткнулася з нестачею, що полягає в тому, що заробляла набагато менше грошей, ніж чоловіки, через ієрархії статі. Більшості жінок в цей період платили половину або навіть менше, ніж середній заробіток чоловіка на робочому місці. Найт знала про цей тип обмежень серед багатьох інших, однак секс був особливою перешкодою, як вона нібито сказала;
- Массачусетський технологічний інститут, Маргарет Найт, https://lemelson.mit.edu/resources/margaret-knight [Архівовано 11 листопада 2020 у Wayback Machine.]
Несправедливість в оплаті праці також була викликана економічним бумом з індустріалізацією, а це означає, що більшість жінок, які не були домогосподарками, і чоловіків, яким не вистачало більш високооплачуваної та успішної роботи, звернулися до роботи на фабриках. Таким чином, жінкам стає важче одночасно оплачувати свої основні потреби і намагатися здобути освіту.

## Опис інновацій
Хоча Найт винайшла близько сотні речей, головним винаходом, яким вона відома сьогодні, є паперовий пакет з плоским дном і машина, яка його робить. Працюючи в Columbia Paper Bag Company, вона помітила, що використані паперові пакети мали кілька проблем. Таким чином, вона почала експериментувати з моделями машин, які могли автоматично складати, розрізати і прошивати паперові пакети з плоским дном. Вона подивилася на кілька залізних і дерев'яних моделей, нарешті вибравши залізну, на яку вона подала заявку на патент 9202. Пізніше вона придбала ще два патенти, коли поліпшила пристрій, що дозволило машині працювати більш ефективно і забезпечити масове виробництво.

### Вирішена больова точка
Паперовий пакет з плоским дном вирішує проблему, з якою стикалися не тільки багато людей, але і вона особисто. Проблема полягала в тому, що паперові пакети, які раніше існували і які їй доводилося постійно виготовляти, були вузькими, неміцними і мали форму конвертів. Це сильно ускладнювало упаковку речей, бо підстава була недостатньо міцною через форми. Таким чином, Найт вважала, що плоскі сумки з квадратним дном будуть міцнішими і краще утримуватимуть предмети, оскільки вони можуть стояти на ногах, що робить їх більш практичними. Сама машина дозволила їй також масово виробляти ці пакети, вирішивши проблему непрактичного виготовлення пакетів вручну.

### Вплив інновацій на суспільство
Сьогодні майже всі винаходи Найт використовуються або були розвинені в щось більш досконале. Її найвідоміший винахід — паперові пакети з плоским дном, які використовуються у всьому світі в супермаркетах, а також для інших цілей. Важко уявити собі час без такого винаходу, і ми всі повинні їй дякувати за те, що вона багато в чому змінила те, як ми робимо речі сьогодні. Її навички самоучки і інтерес до машин зробили її одним з найбільших американських винахідників всіх часів.  

## Патенти

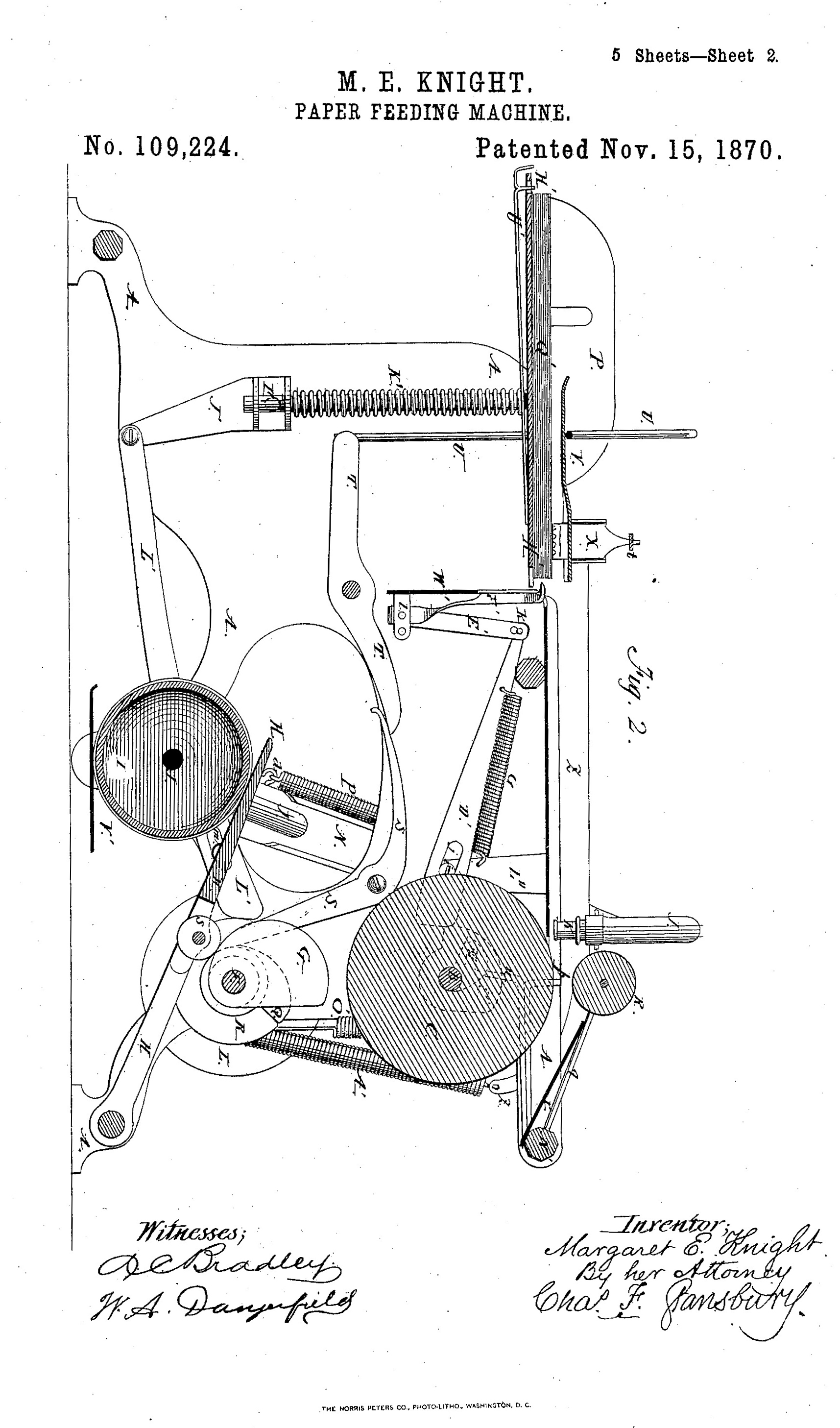
Удосконалення машин для подачі паперу, 1870 рік
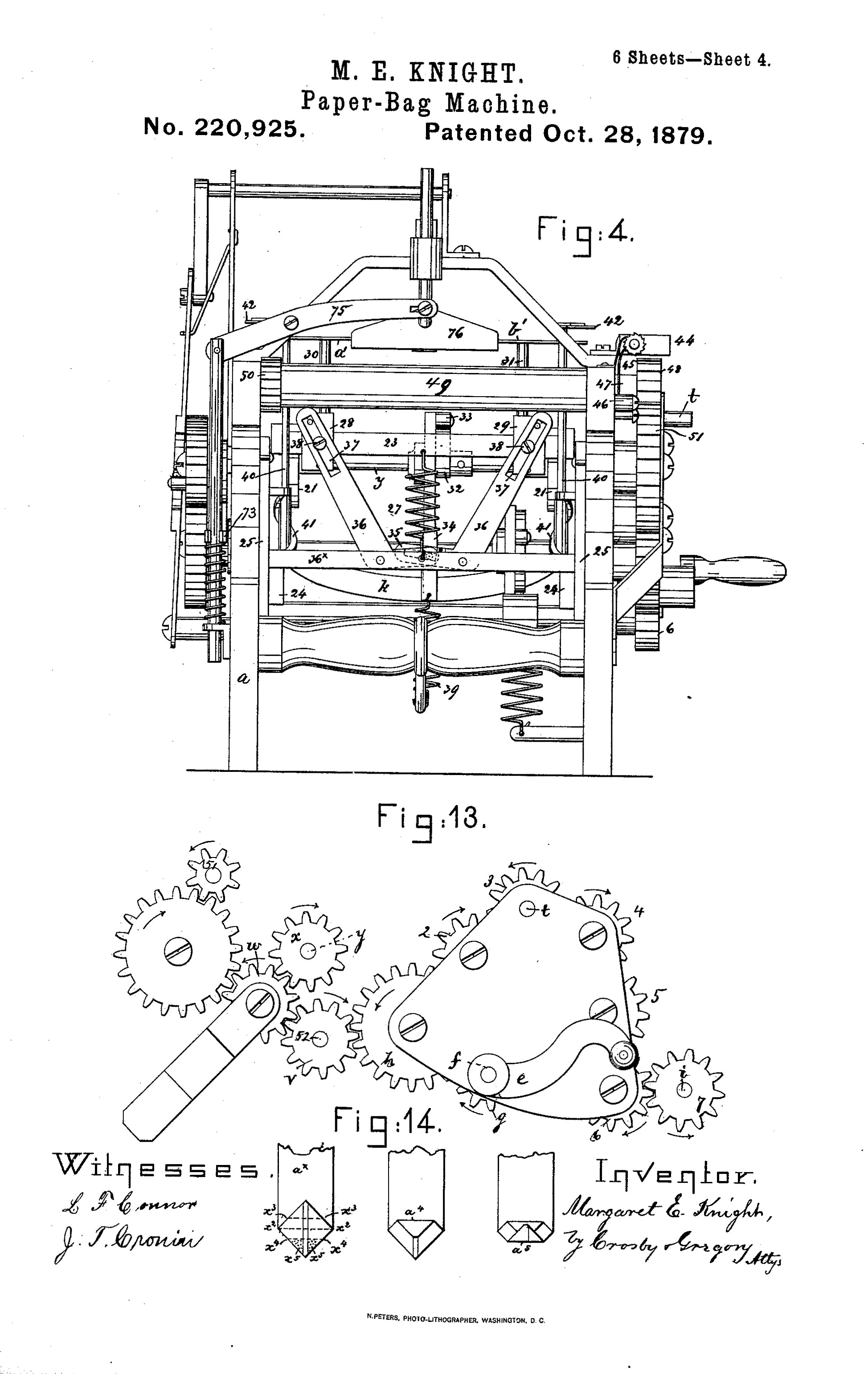
Удосконалення машини для паперових мішків, 1879 рік
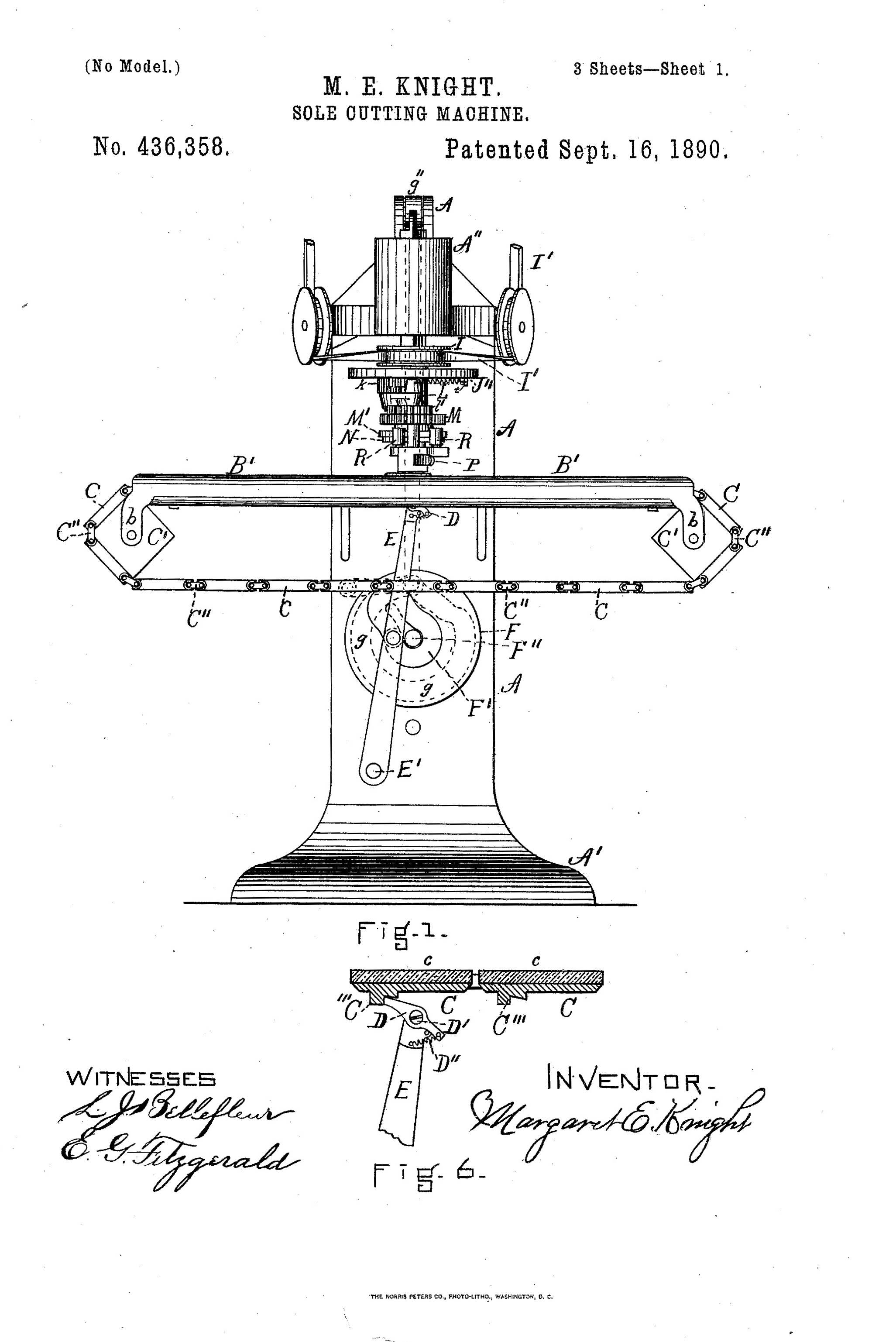
Підошва різання, 1890
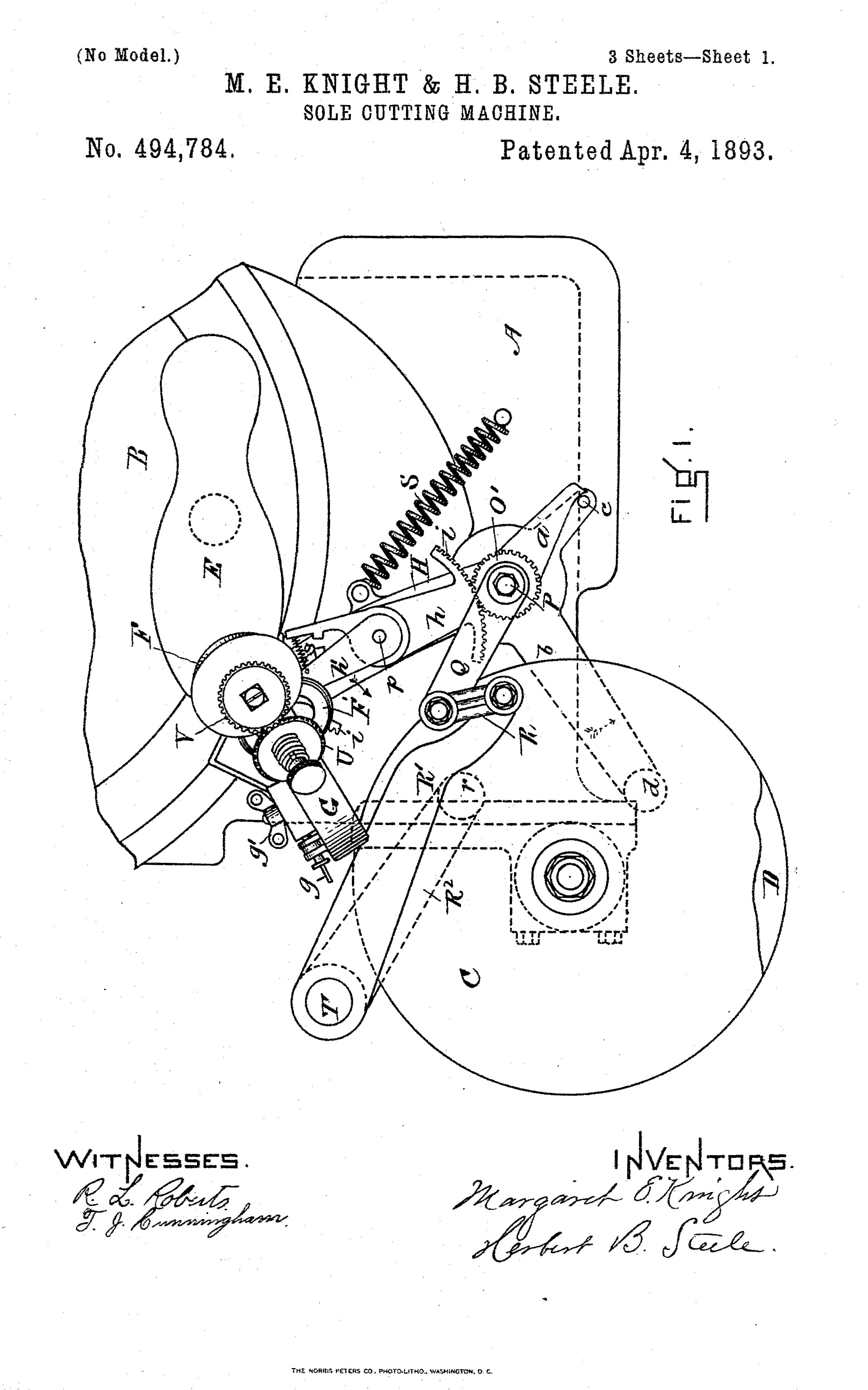
Верстат для різання підошви, 1893 рік
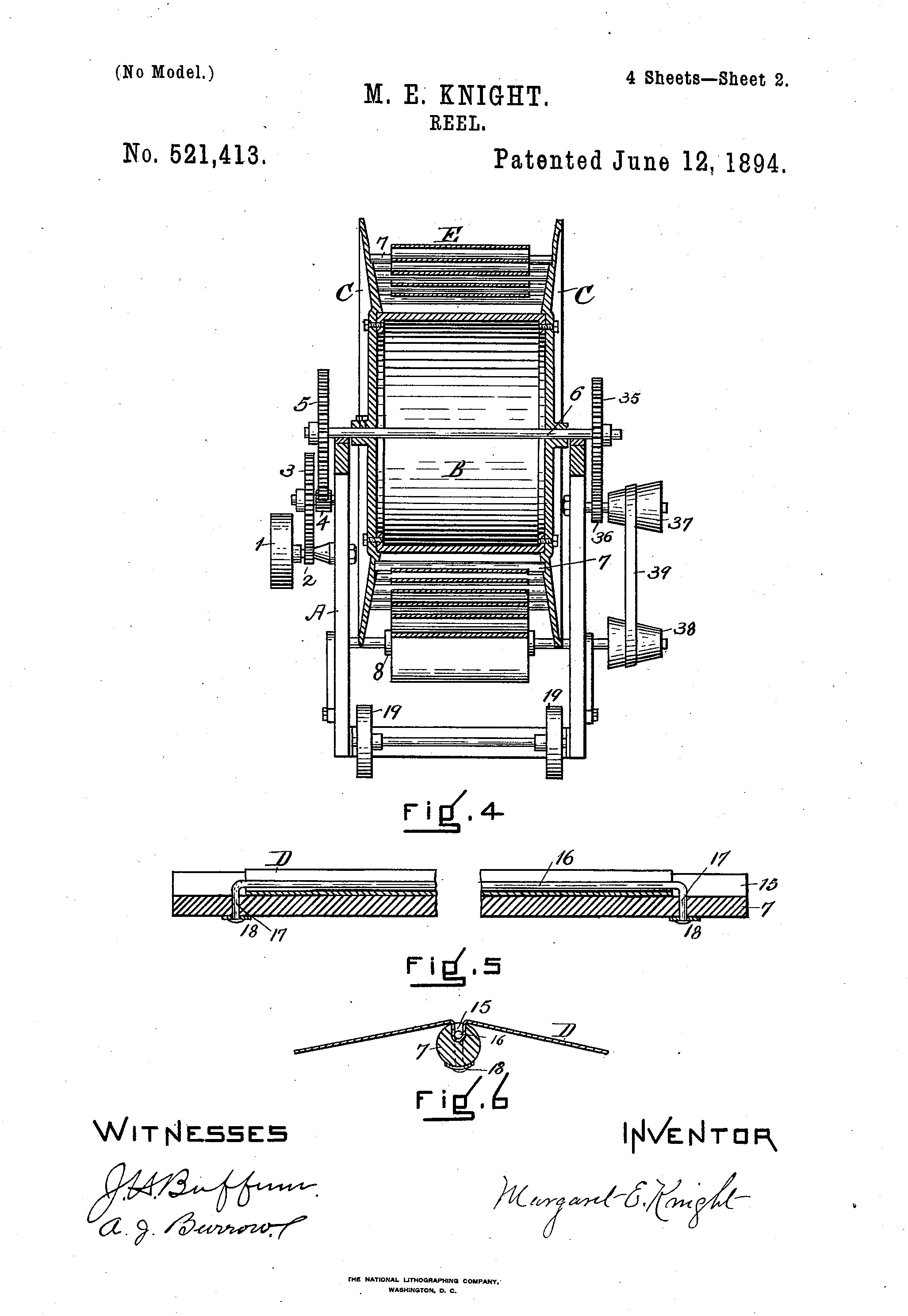
Котушка, 1894 рік
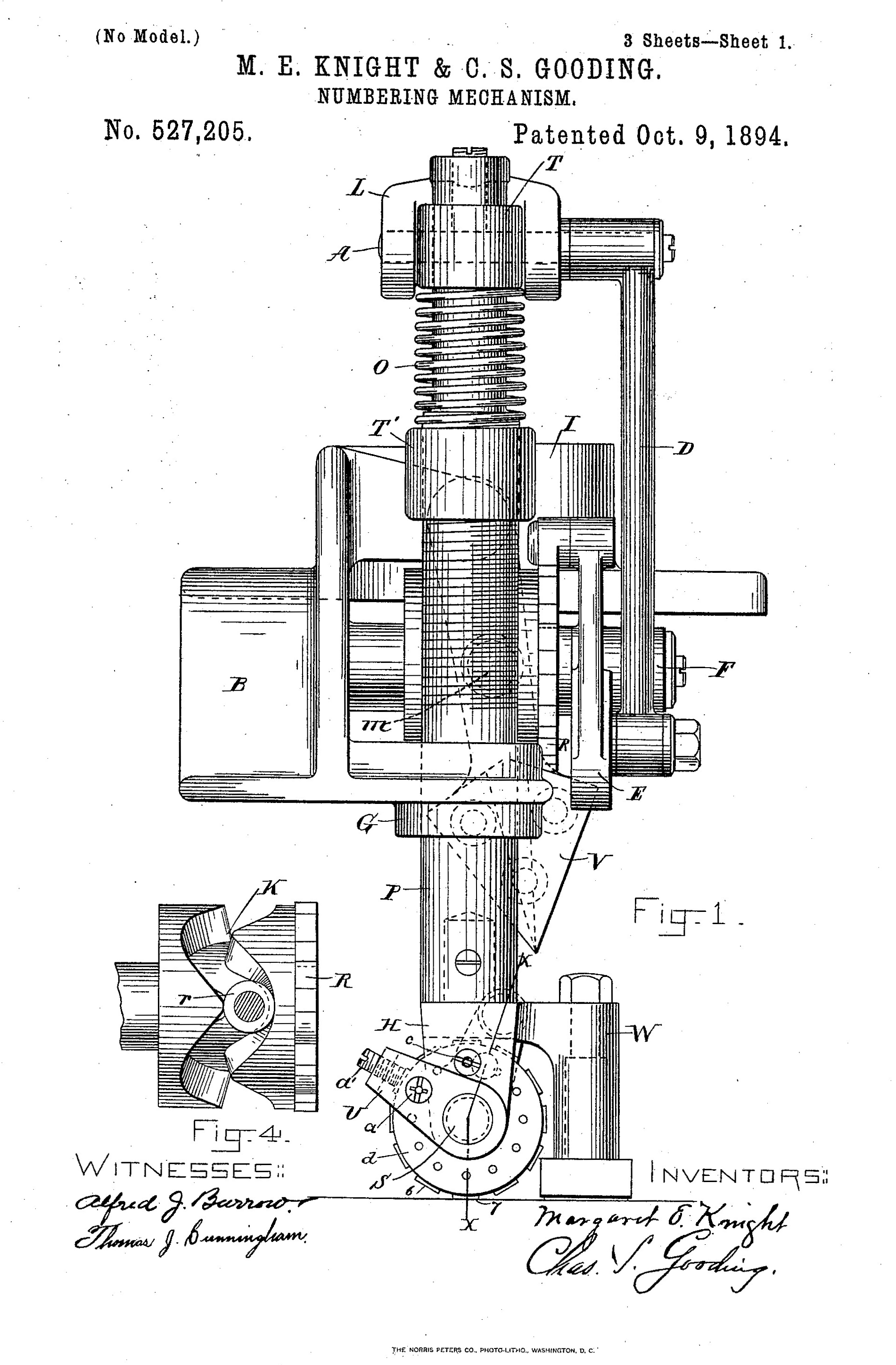
Механізм нумерації, 1894 рік
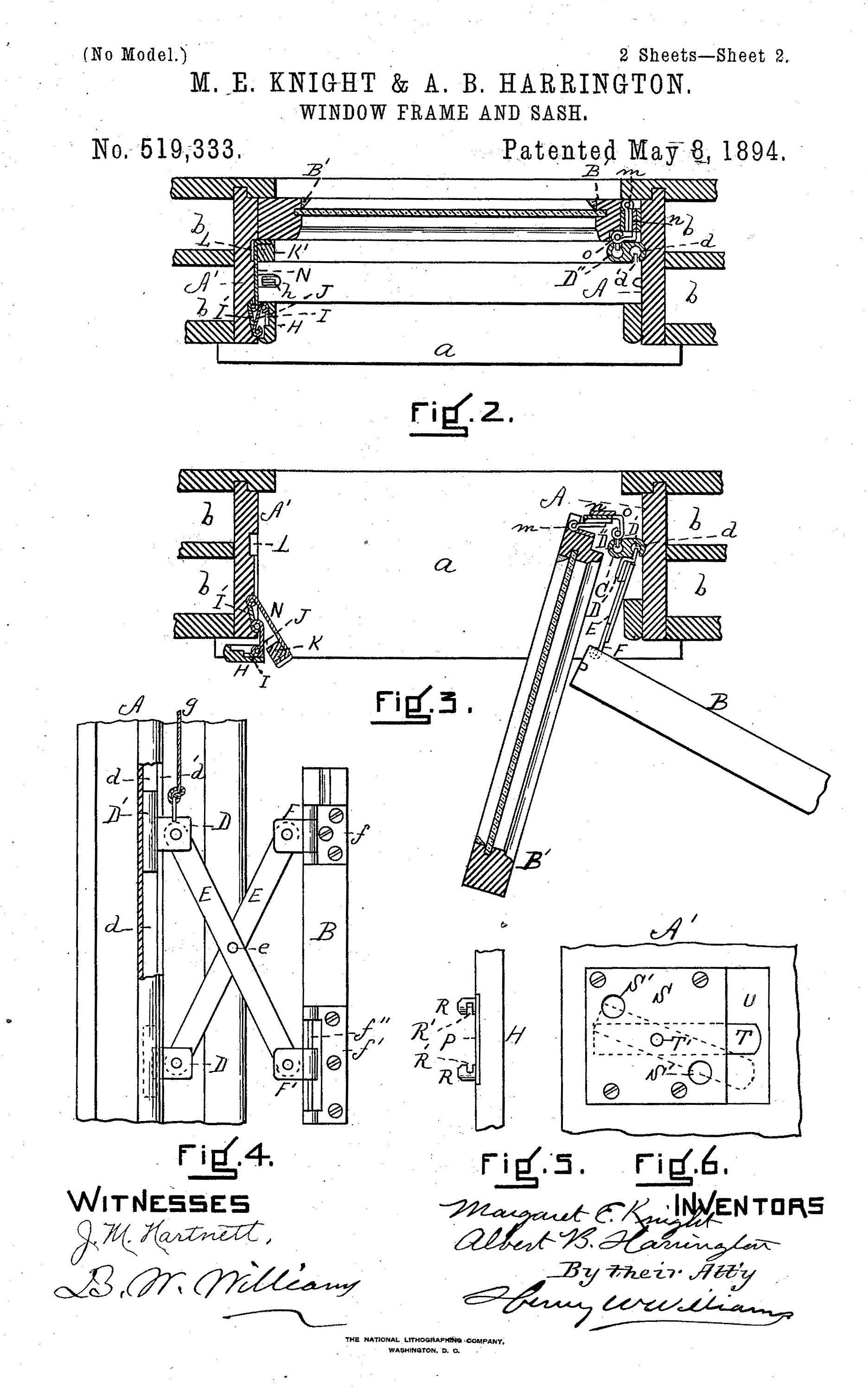
Віконна рама із стулкою, 1894 рік
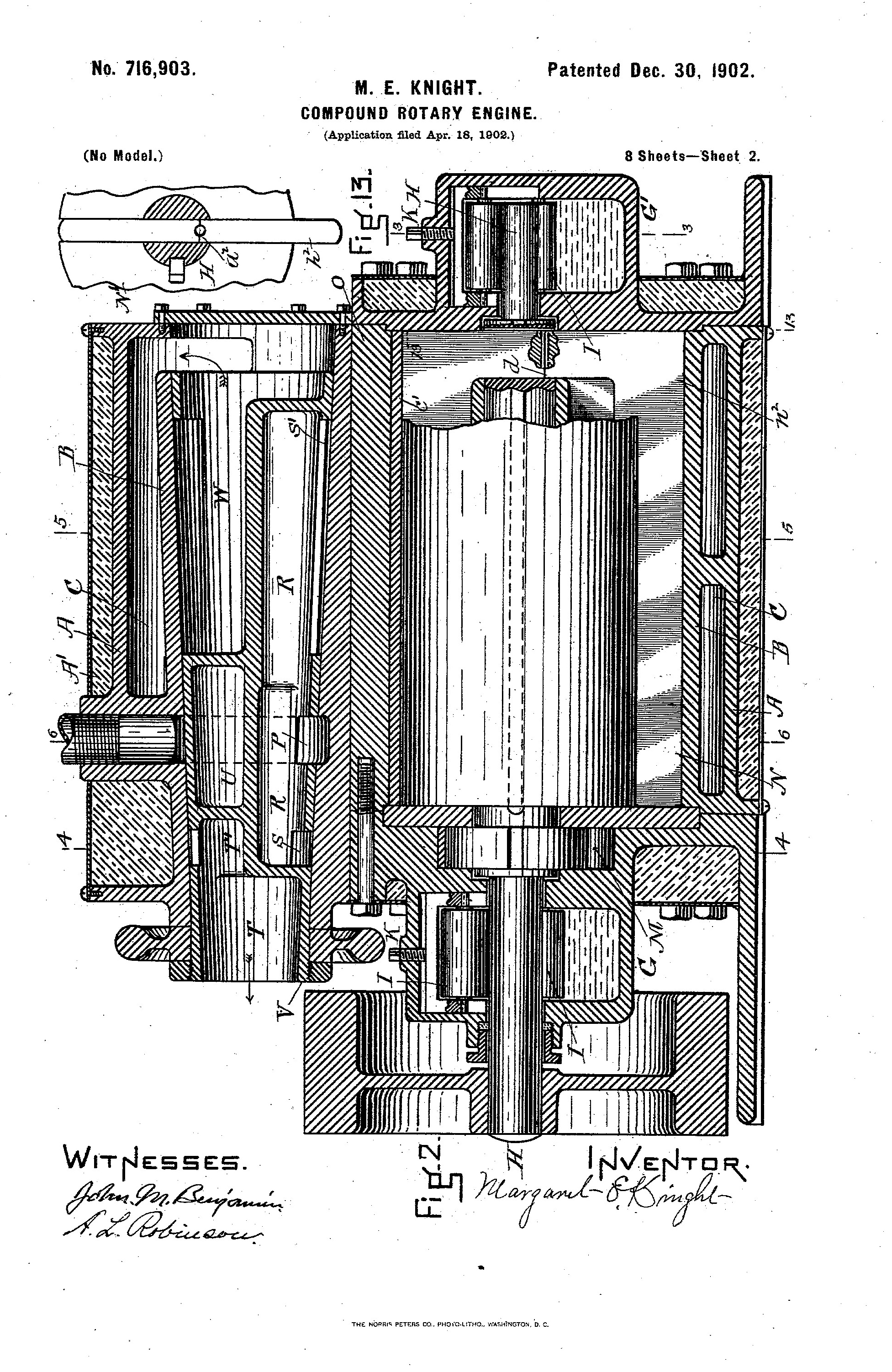
Складений роторний двигун, 1902 рік
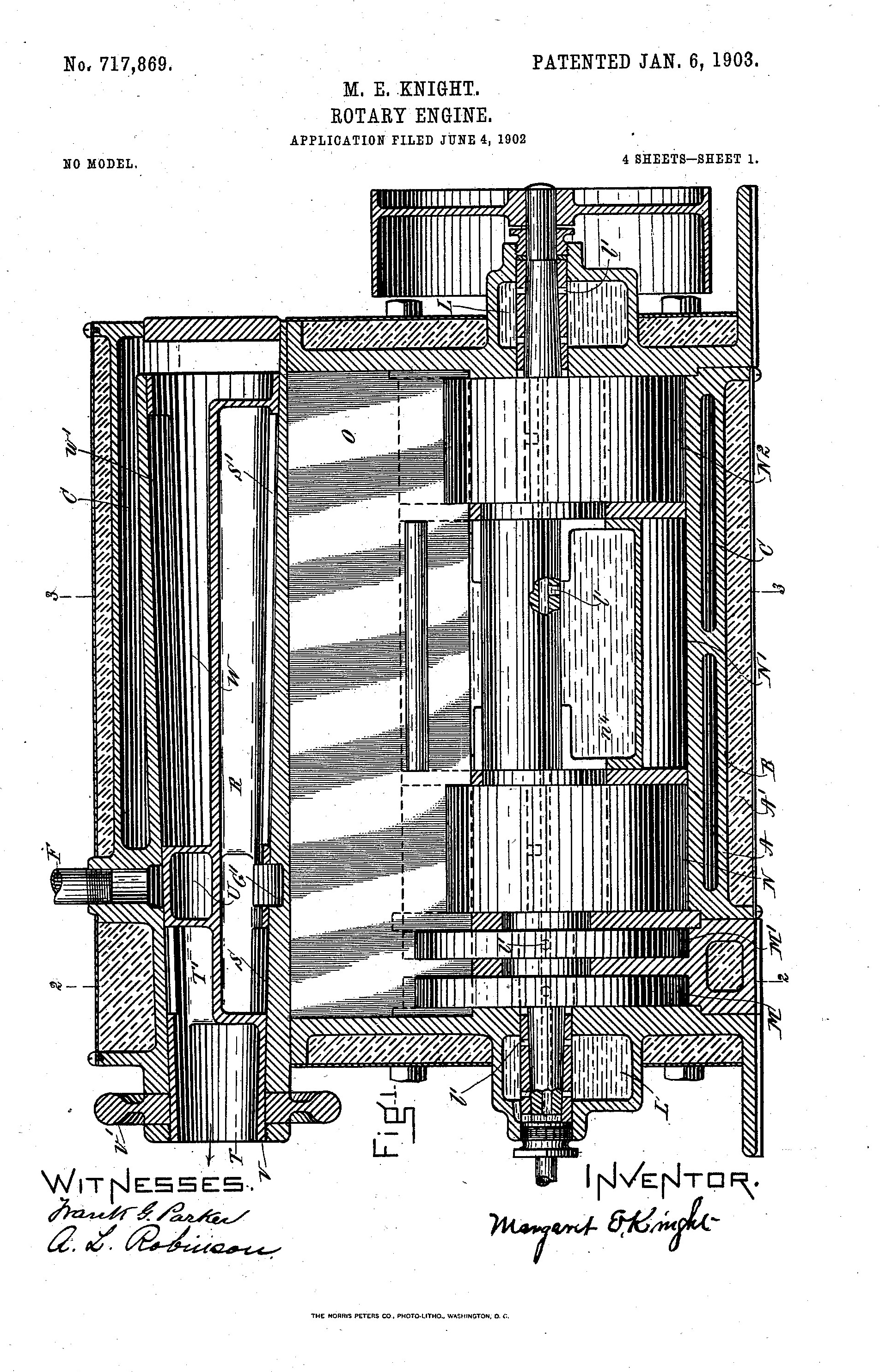
Роторний двигун, 1902 рік
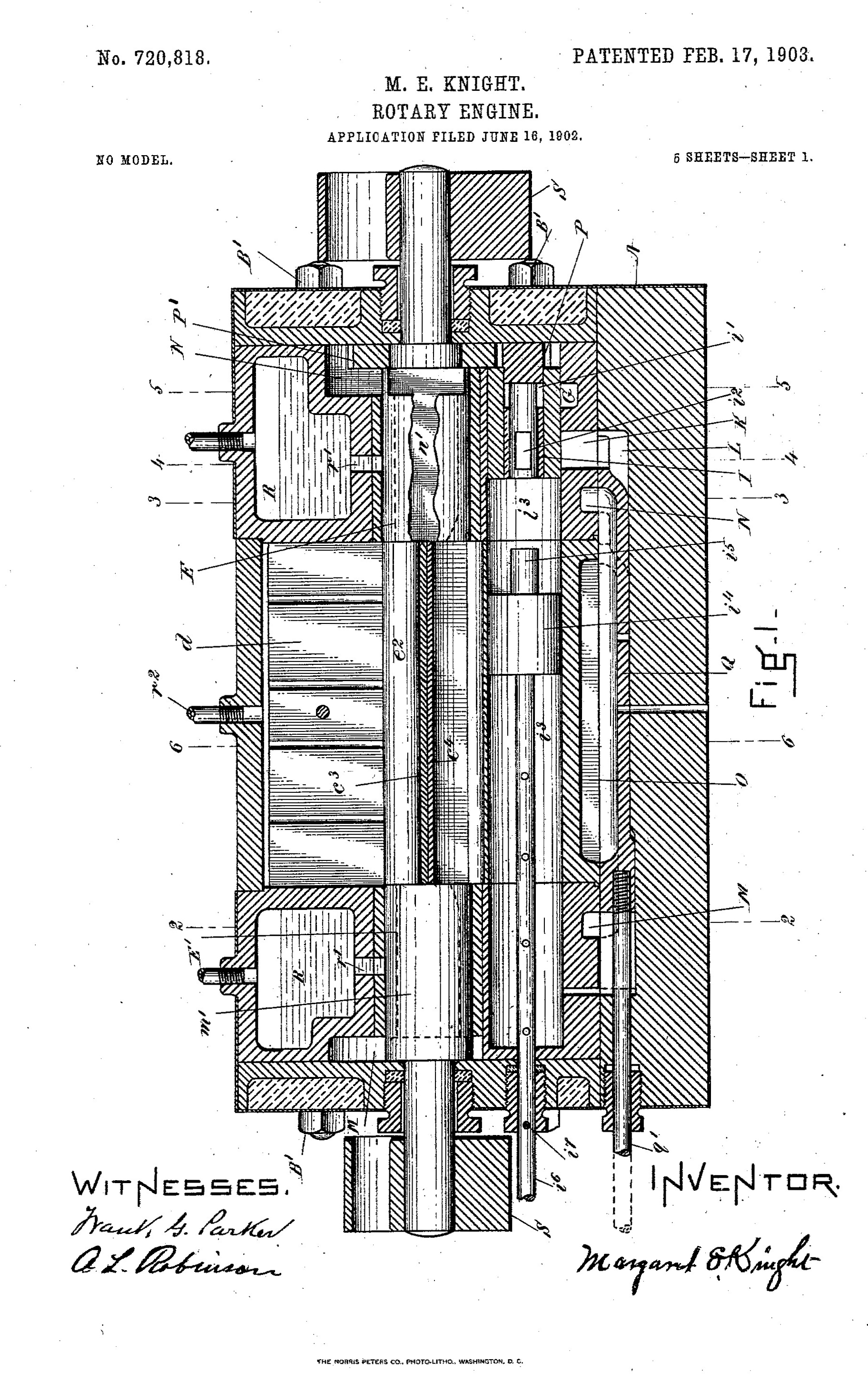
Роторний двигун, 1902 рік
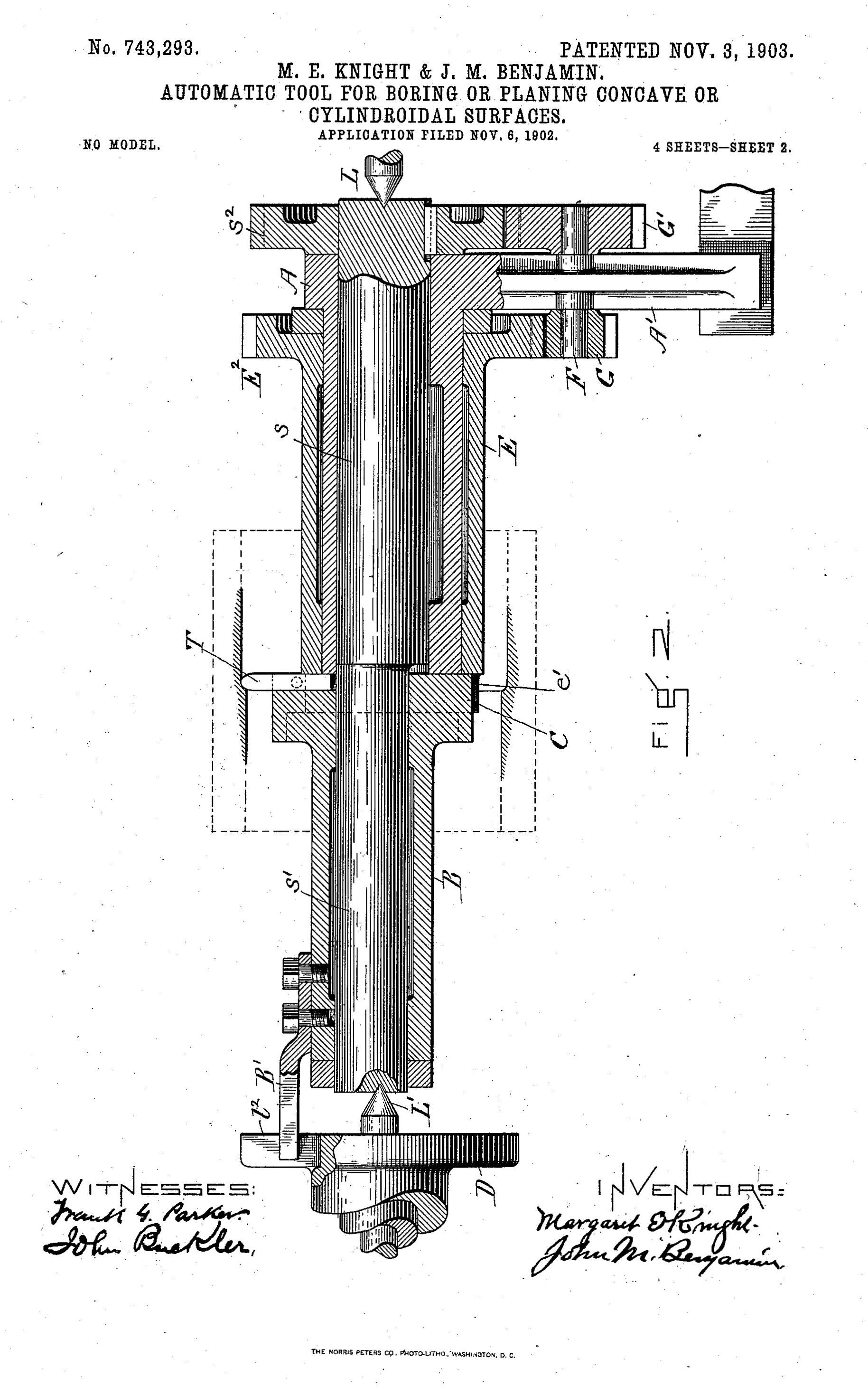
Автоматичний інструмент для розточування або стругання увігнутих або циліндроїдальних поверхонь, 1903 рік
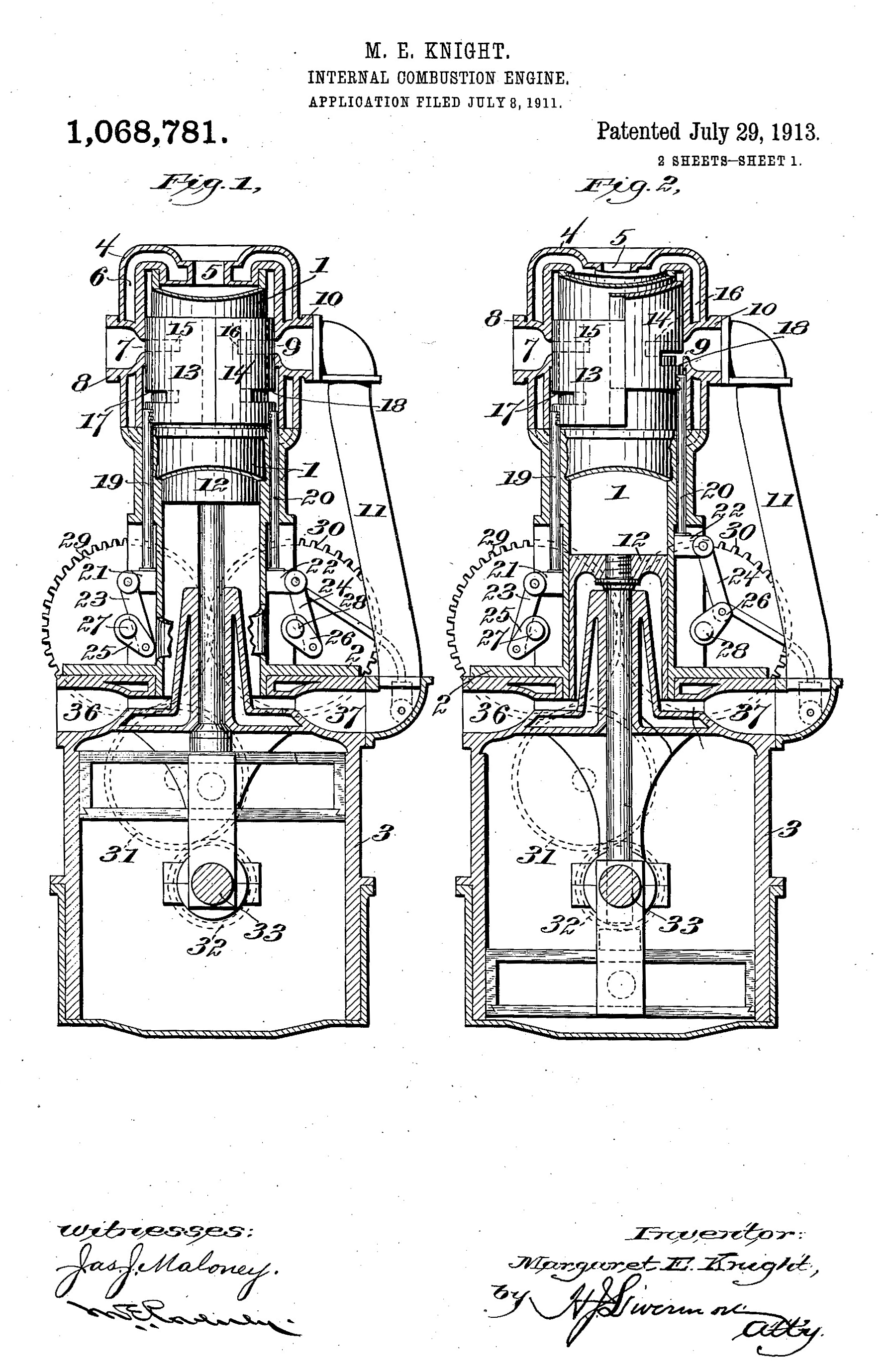
Двигун внутрішнього згоряння, 1913 рік

## Про неї
- Емілі Арнольд Маккаллі : Чудова Метті: Як Маргарет Е. Найт стала винахідницею . Фаррар, Штраус і Жиру, 2006. 32 стор.ISBN 0-374-34810-3 . (Дитяча книга, яка була визнана однією з «кращих феміністських книг для юних читачів 2007 року», присуджена Проектом Амелії Блумер феміністської робочої Американської бібліотечної асоціації .)
- ДіМео, Нейт. ні. 116 842 Подкаст Палацу пам'яті Епізод 78 [Архівовано 10 вересня 2017 у Wayback Machine.], 5 листопада 2015 р. (Підкаст, в якому детально розповідається про Маргарет Найт, її молодість і винаходи)
- Мерилін Бейлі Огілві : Жінки в науці: античність до ХІХ століття: біографічний словник з анотованою бібліографією . 3-е вид. MIT Press, Кембридж, Массачусетс 1991,ISBN 0-262-65038-X, с. 110 ф.
- Сем Меггс: Чудові жінки: Чудо-жінки: 25 новаторів, винахідників і першопрохідців, що змінили історію, опубліковано Quirk Books 24 жовтня 2016 року і поширюється Penguin House. (Розділ, в якому детально описані найвідоміші винаходи Найт і її життя.)